# Eşref Apak
Eşref Apak, född den 3 januari 1982 i Ankara, är en turkisk friidrottare som tävlar i släggkastning.
Apaks genombrott kom när han blev världsmästare för juniorer 2000. Han deltog vid Olympiska sommarspelen 2004 där han oväntat blev bronsmedaljör med ett kast på 79,51. Ursprungligen slutade han på fjärde plats men då Adrián Annus och Ivan Tsichan visat sig vara dopad slutade Apak på andra plats, dock valde internationella olympiska kommittén att inte utse några nya medaljörer.
Han deltog vid VM 2005 där han blev utslagen i kvalet. Vid Universiaden 2005 slutade han på andra plats efter ett kast på 76,18. Han deltog även vid EM 2006 men blev utslagen redan i försöken. Vid VM 2007 tog han sig vidare till finalen men slutade där på en elfte plats med ett kast på 76,59.
Vid Olympiska sommarspelen 2008 kastade han 74,45 i försöken vilket emellertid inte räckte till en finalplats.
2013 stängdes han av för dopning.

## Personligt rekord
- Släggkastning - 81,45